# Chojny (województwo wielkopolskie)
Chojny – wieś w Polsce położona w województwie wielkopolskim, w powiecie kolskim, w gminie Koło.
Miejscowość leży 3 km na wschód od Koła, po północnej stronie drogi krajowej nr 92 do Warszawy i Poznania.

## Historia
Wieś należała do arcybiskupstwa gnieźnieńskiego, występująć pod nazwą Choiny, końcu XVI wieku była położona w powiecie łęczyckim województwa łęczyckiego.
Podczas kampanii wrześniowej, 5 września 1939 roku, wieś została zbombardowana przez bombowce Luftwaffe wracające od strony Warszawy bombami zapalającymi. Bomby trafiły na domy mieszkalne we wsi oraz na stodołę, w której schroniła się grupa uciekinierów z południowej i zachodniej Wielkopolski. W wyniku bombardowania i ostrzału bronią pokładową zginęło około 60 osób, które pochowane zostały na cmentarzu parafialnym w Grzegorzewie. W 2000 roku przy drodze krajowej nr 92 w Chojnach odsłonięto krzyż i głaz z tablicą pamiątkową poświęconą ofiarom nalotu. 
W latach 1975–1998 miejscowość administracyjnie należała do województwa konińskiego. 